# M3 Adapter
M3 je zkratka pro Movie Player 3, jež se také nazývá GBA Movie Player a je to prostředek pro komunikaci mezi paměťovou kartou a herní konzolí.

## Typy
Nejznámější je M3 Perfekt pro herní konzoli Game Boy Advance nebo Nintendo DS. M3 Perfekt je jakýsi port mezi konzolí a paměťovou kartou SD nebo CF (případně micro SD). Do karty se přes počítač nahrají data, např. filmy, hudba, hry, eBooky, obrázky atd. které se pak spouští na dané konzoli. Dají se ovšem ilegálně stahovat komerční hry, ale také naprosto legálně homebrew hry, tedy domácí tvorba zadarmo. Soubory se ovšem dají spouštět jen v módu Game Boye Advance. Pokud byste chtěli využít funkce Nintenda DS (přes celý display, dotykový display atd.) je nutné si konzoli buď „flashnout“, čímž ovšem ztratíte záruku, nebo si zakoupit do prvního slotu tzv. Passcard. Poté půjde na Nintendu DS spouštět homebrew hry pro Nintendo DS, pouštět filmy a obrázky přes celý display atd. Možnost počtu uložených dat je omezena paměťovou kartou. Existují také jiné alternativy, např. Supercard nebo G6.